# دراجة هوائية

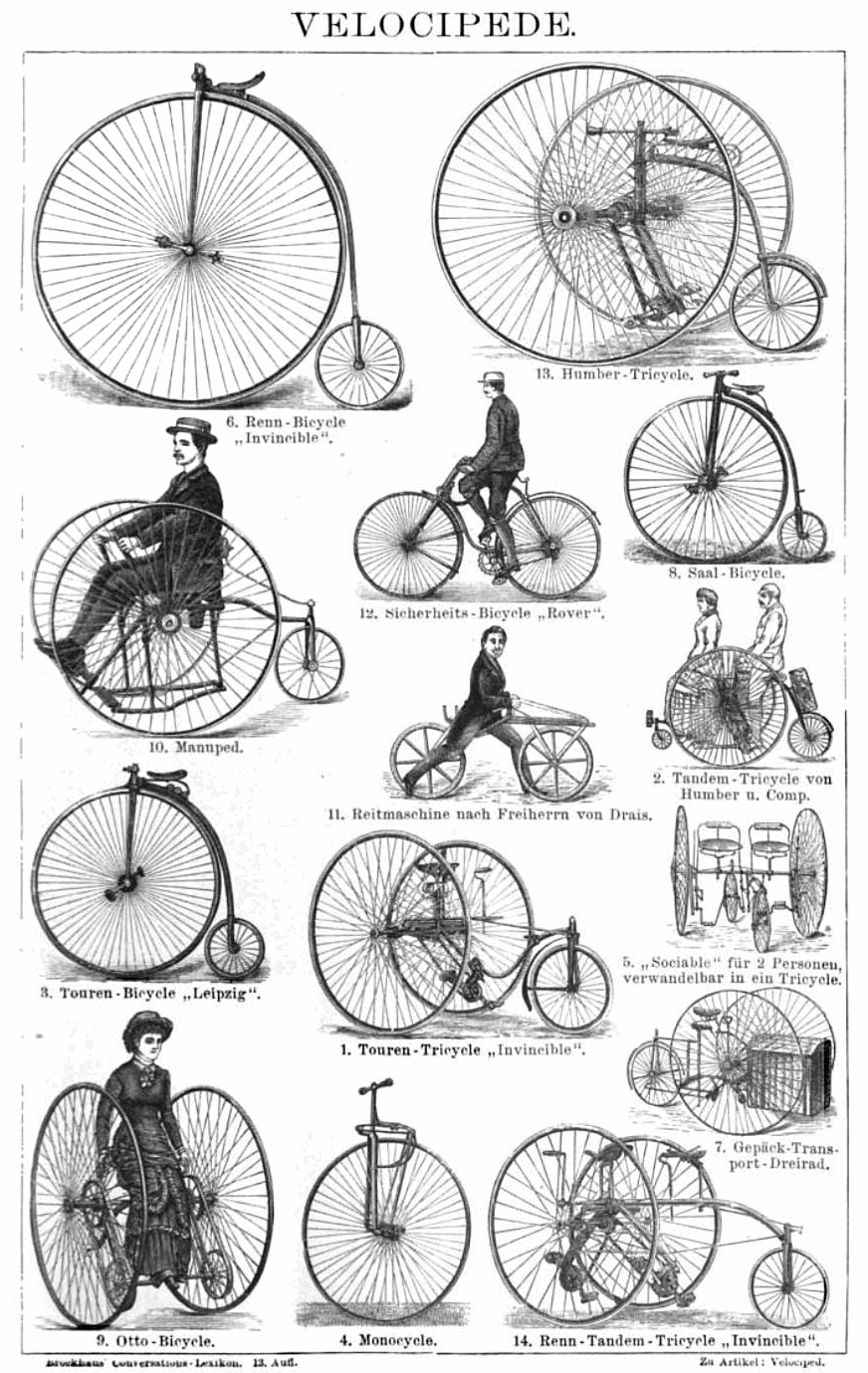
صورة لأنواع مختلفة من الدراجات الهوائية من الموسوعة الألمانية عام 1887. من بين الأمثلة الموضحة بِينِي فَارْثِنْغ.

الدراجة الهوائية (بالإنجليزية: Velocipede)‏ هي مركبة تعمل بالطاقة البشرية ولها عجلة واحدة أو أكثر. النوع الأكثر شيوعًا من الدراجات الهوائية اليوم هو الدراجة الهوائية الثنائية.
لعل المخترع الألماني كارل فون دريس هو أول من صاغ مصطلح Velocipede بالفرنسية باسم vélocipède للترجمة الفرنسية لمنشوره الإعلاني لنسخته من آلة الجري (Laufmaschine)، والتي تسمى الآن أيضًا "الدَّرِيسِيَّة" (بالفرنسية: Draisienne)‏ أو "الفَرَس المتأنِّق" (بالإنجليزية: Dandy horse)‏، والتي طورها في عام 1817. وهو مشتق في النهاية من الكلمة اللاتينية velox، veloc- 'سريع' + pes، ped- 'قدم'. يُستخدم مصطلح "velocipede"، اليوم أساسًا مصطلحًا جماعيًا لبعض المركبات التي تعمل بالطاقة البشرية كالعجلة الأحادية [الإنجليزية] والدراجات الهوائية الأحادية والثنائية والثلاثية والرباعية [الإنجليزية] ومتوازيات العجلتين التي طُوِّرت بين عامي 1817 و1880.

## معرض الصور

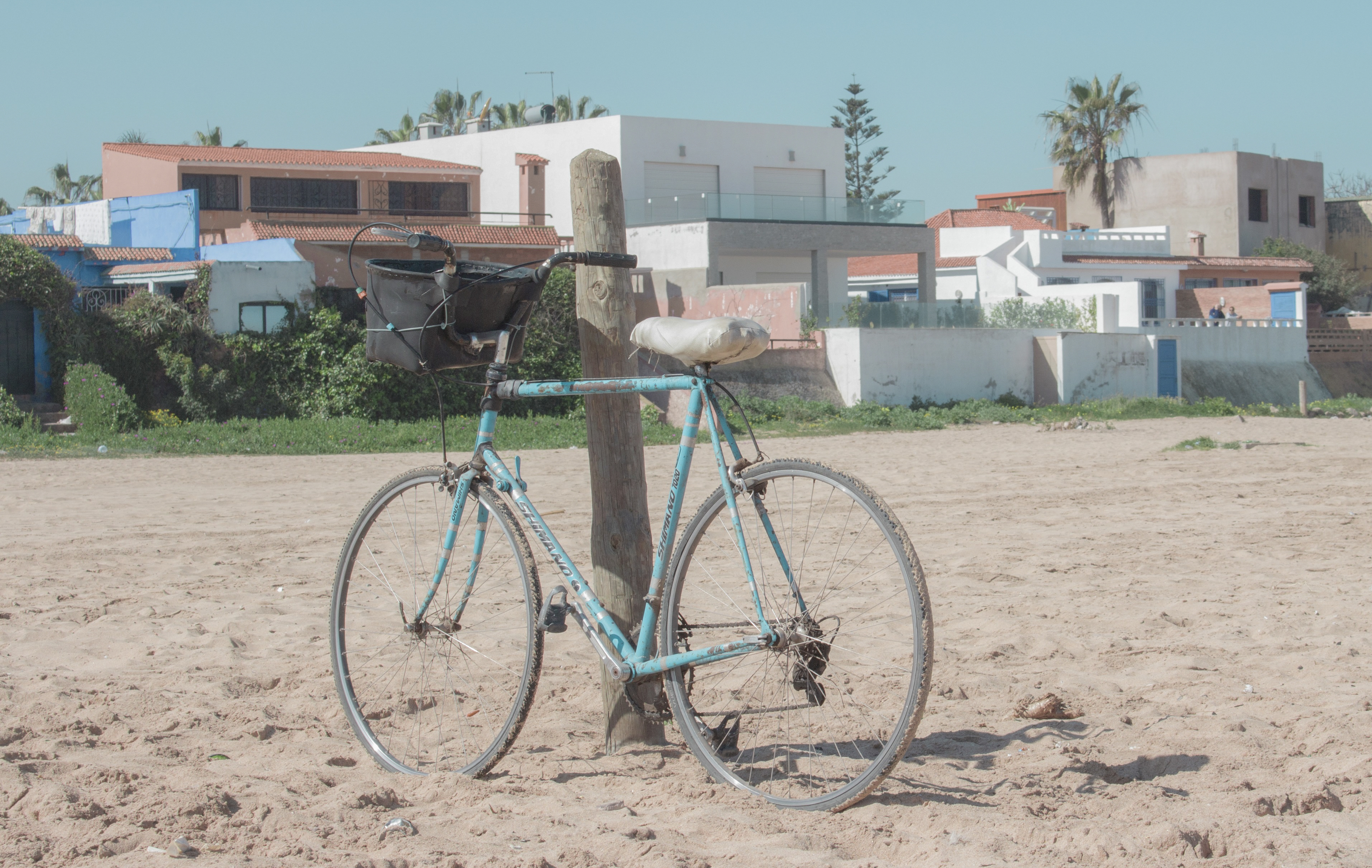
دراجة هوائية لصياد بشاطئ مانسمان بالمغرب